# Decon
Decon è uno studio creativo con sede a New York. Con la divisione creativa, musicale, strategica e di produzione abitativa la società crea campagne per conto di marche e agenzie pubblicitarie.

## Storia
Originariamente chiamata Deconstruction Company, la società è stata fondata nel 2002 da Peter Bittenbender e Jason Goldwatch dopo la creazione del loro pluripremiato documentario hip-hop e della colonna sonora di accompagnamento, One Big Trip. Questa colonna sonora è stata pubblicata come DVD / CD bifacciale nel 2002 con la Hieroglyphic Imperium Records - si pensa che sia stata la prima canzone hip-hop pubblicata in formato ibrido.
Nel 2012, Decon ha vinto un Promax Award per il lavoro sulla campagna "Green week" della NBCUniversal . Quell'anno Misha Louy e Sacha Jenkins si unirono entrambi come partner, ampliando le divisioni Produzione e Spettacolo.

## Decon Records
Decon Records è una etichetta discografica indipendente che fa parte di Decon. È stata fondata nel 2003 e le prime registrazioni sono state di hip-hop underground. Nel 2013 è stata indicata da Billboard come una delle 50 migliori etichette indipendenti in America.

### Musicisti
- 88-Keys
- Aaron Cohen
- Aceyalone
- Alexander Spit
- Black Milk
- Chali 2na
- Classified
- Dan the Automator
- Del the Funky Homosapien
- Dilated Peoples
- DJ Z-Trip
- Ellay Khule
- Evidence
- Freddie Gibbs
- Freestyle Fellowship
- Gangrene
- Goapele
- Haiku D'Etat
- Hieroglyphics
- Jurassic 5
- Lyrics Born
- Ninjasonik
- Nneka
- Plantlife
- Pusha T
- Rakaa
- RJD2
- Roc Marciano
- Shad
- The Alchemist
- The A-Team
- The Good Brothers
- The Hood Internet
- Wax Tailor
- Zion I